# ミロトン

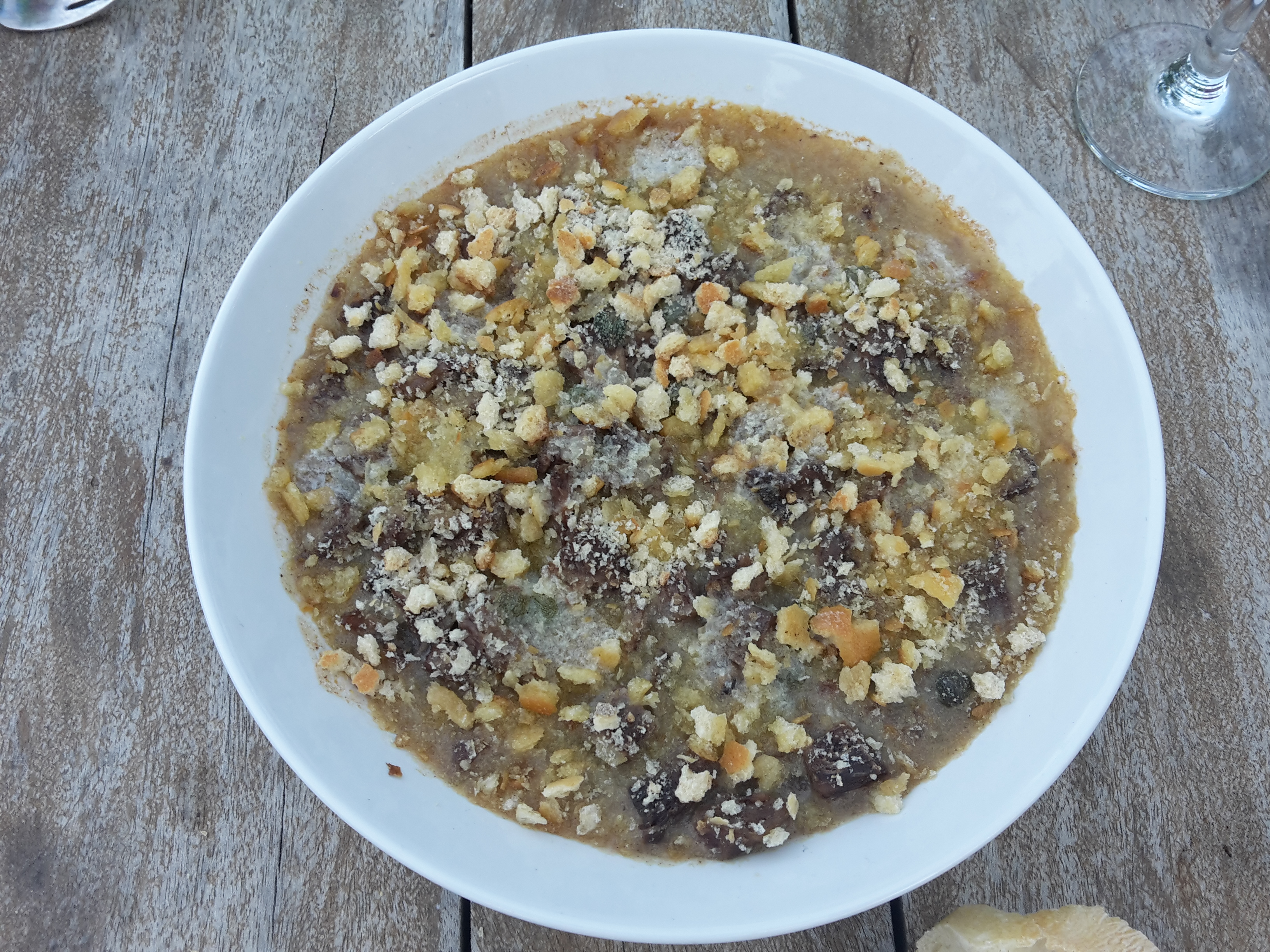
ミロトンの例

ミロトン、牛肉のミロトン、ブフ・ミロトン（フランス語: miroton de bœuf、bœuf-miroton、bœuf mironton）は伝統的なフランス料理。
牛肉、野菜に薄切りの玉ねぎ、トマトを加えて煮込んで、オーブンで焼いた料理。
従来はポトフなどで残った牛肉と野菜を再利用する料理であった。
ハヤシライスの原型とも言われる。
18世紀のフランス民謡『マールボロは戦場に行った』では「mironton, mironton, mirontaine（ミロトン、ミロトン、ミロテーヌ）」と繰り返し歌われている。